# LZMA
Lempel-Ziv-Markov chain-Algorithm (LZMA) är en algoritm för datakomprimering i utveckling sedan 1998 och används i 7z formatet av 7-Zip.